# Veursbos
Het Veursbos is een bosgebied in de gemeente Voeren in de Belgische provincie Limburg. Het bos is deels een hellingbos. Het ligt ten oosten van Veurs, ten westen van Remersdaal en ten zuiden van De Plank. Deels langs en deels door het bos loopt de N648.
Het bos ligt op een heuvelrug dat een uitloper is in zuidelijke richting van het Plateau van Margraten. Het bos ligt boven op het plateau en op de hellingen. Aan de oostzijde ligt het bos bovenaan de westelijke dalwand van het Gulpdal dat hier geleidelijk aan afloopt richting het oosten naar de Gulp met daarachter het Beusdalbos. Aan de westzijde van het bos ligt het dal van de Veurs met aan de overzijde van het dal het Vrouwenbos. De heuvelrug vormt de waterscheiding tussen de beken Gulp, Veurs en Noor(beek). Ten noordwesten van het Veursbos ligt het Broekbos op een helling.
Onder het Veursbos en de heuvelrug gaat de Tunnel van Veurs door, onderdeel van spoorlijn 24.
Het Veursbos is een veldbies-beukenbos.